# مقاطعة مدينة كولون
مقاطعة مدينة كولون (بالصينية: 九龍城區) هي واحدة من 18 منطقة إدارية في هونغ كونغ. وهي تقع في كولون. بلغ عدد سكانها 290.240 نسمة في عام 2001.يحتوي الحي على ثالث أكبر عدد من السكان المتعلمين، كما أن سكانها يتمتعون بكونهم أعلى السكان دخلا في كولون.
حي مدينة كولون هو ذو كثافة منخفضة نسبيا كمنطقة سكنية.

## وصلات خارجية
- مجلس مقاطعة مدينة كولون